# Patrick Hollenfeltz
Patrick Hollenfeltz est un homme d'affaires belge actif dans le secteur de la logistique internationale et de l’e-commerce. Il dirige et développe des activités de fret et de distribution entre l’Europe, l’Asie et l’Amérique du Nord, notamment au travers d’ECDC Logistics, TLS Express et d’Imperial Cargo Airlines. 
Biographie et parcours
Fonctions sectorielles (IFPM)
Au début de sa carrière, Patrick Hollenfeltz intervient dans le champ de la formation professionnelle sectorielle. À la tête du Fonds de formation du secteur de l’Industrie Technologique (IFPM), il sera l’instigateur de projets ambitieux pour le secteur et apportera rapidement une touche de modernité à l’image des métiers techniques grâce à de vastes opérations de communication. Il est identifié comme représentant du secteur du métal (IFPM) lors d’une table ronde EQUAL (18 février 2004) consacrée aux recommandations pour un portail fédérateur de la formation à distance en Belgique francophone. Il réunira également un panel d’experts techniques pour créer les premiers cours e-learning techniques. Ce qui, à l’époque, constituait une démarche révolutionnaire.
Communication publique et formation (IFAPME)
Après l’IFPM, il travaillera à la Direction de la Communication de l’IFAPME (Charleroi) sur la digitalisation de l’offre de formation. Il sera notamment la cheville ouvrière du revamping complet de l’offre web de l’Institution wallonne.
Carrière d’entrepreneur
ECDC Logistics
ECDC Logistics opère en e-logistique, dédouanement et distribution paneuropéenne pour des flux e-commerce en provenance de Chine. L’Agence wallonne à l’Exportation (AWEX) présente Hollenfeltz comme General Manager d’ECDC dans un dossier de 2019 expliquant le positionnement cross-border de l’entreprise. 
ECDC prendra en 2023 pas moins de 14.000 m² dans le nouveau parc logistique du groupe Weerts à Liège Airport, avec une entrée dans le bâtiment annoncée pour début 2025.
TLS Express
TLS Express est lancée pour développer les activités de camionnage et de distribution (Bierset/Liège Airport) et s’inscrit dans la continuité des opérations ECDC. Des médias spécialisés (Transportmedia) décrivent l’entreprise comme un acteur dynamique et proche des chauffeurs et implanté à proximité de l’aéroport de Liège. 
Imperial Cargo Airlines
En septembre 2024, Patrick Hollenfeltz devient propriétaire d’Imperial Cargo Airlines, avec l’objectif de compléter l’intégration de la chaîne logistique (liaisons Afrique, ouverture de nouvelles destinations, développement Chine/États-Unis). L’information est publiée par Flows (versions FR/NL/EN). 
Activités et positions publiques
- Missions économiques et salons : présence au salon Transport Logistic (Munich) 2025, mentionné par Wallonia.be (entretien B2B et prospection internationale).
- Intervention “Scaling into the US market” (mai 2024) : keynote/atelier logistique listé par l’organisateur International Market Strategy (IMS).

Contentieux et décisions de justice
Plusieurs médias belges rapportent des victoires judiciaires d’ECDC Logistics contre l’Administration des douanes à Liège (2023–2024). L’Echo mentionne en avril 2023 l’échec des douanes à démontrer des sous-évaluations, puis en juin 2024 12 dossiers gagnés par ECDC. 
Distinctions et faits notables
- Projet logistique de l’année (référence à ECDC dans la presse AWEX – encadré “ECDC Logistics, l’AWEX, levier indispensable”).

Entreprises principales
- ECDC Logistics – e-logistique, dédouanement, distribution paneuropéenne.
- TLS Express – transport routier et distribution (Liège Airport).
- Imperial Cargo Airlines – compagnie cargo (reprise 2024).

Notes et références
1. AWEX, CE Magazine n°27, sept.–oct. 2019 – encadré « ECDC Logistics, l’AWEX, levier indispensable » (cit. « Pour Patrick Hollenfeltz, General Manager d’ECDC… »).
2. Transportmedia, « Un premier locataire pour le nouveau parc logistique du groupe Weerts à Liège Airport », 25/09/2023.
3. Flows (FR/NL/EN), « Patrick Hollenfeltz (Imperial Cargo Airlines) : La logistique, une vraie passion », 14/09/2024.
4. Wallonia.be, « ECDC Logistics… Opened the door to the Chinese market in Belgium », 13/06/2025.
5. International Market Strategy (IMS), évènement « Key Strategies for Scaling into the US market », 29/05/2024 (intervenant listé).
6. L’Echo, « Les douanes perdent un procès majeur à Liège Airport », 20/04/2023 ; « ECDC Logistics gagne en justice face à l’État belge », 06/06/2024.
7. LabSET / EQUAL – Yumpu (table ronde 18/02/2004) – participants cités : « représentants du secteur du métal (IFPM) : Patrick Hollenfeltz ».